# 샤르 2C
샤르2C전차는 2차세계대전 프랑스가 운용했던 중전차이다.

## 개요
프랑스는 영국의 마크1전차 생산이후 전차의 필요성을 느끼게 되고 이에 프랑스의 FCM 사가 초기모델로 FCM A1 모델을 만들었으나 독일의 참호를 뜷지 못했고. 이의 단점을 보안하여 다시 FCM C2 라는 중전차를 만들었으나 이것은 참호를 뚫기는 하였으나 기동성이 너무 느려 실용성이 없었다.그리하여 FCM사는 프랑스가 자체개발한 가솔린 엔진에 75mm 포를 장착한 샤르 전차를 만들게된다.

## 성능과 활약

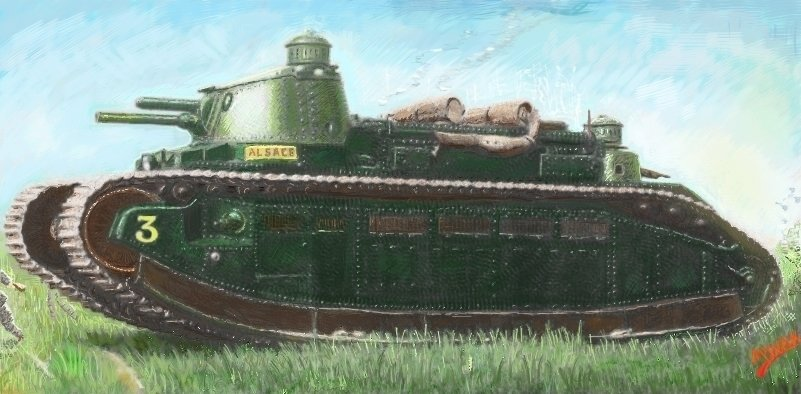
샤르2C 전차

샤르전차는 전장이 10m 가 넘었고 중량도 70톤에 육박하였다. 이 괴물에 탑승하는 승무원의 수는 13명에 달했다. 무장은 전면에 75mm 포와 4정의 8mm기관종을 장비하였다. 그중 1대가 샤르 2C Bis로 개량되어 증가된 장갑과 소테 아를레 엔진, 155mm곡사포를 장비했다. 하지만 막상 2차세계대전 발발 후 샤르 2C 전차는 여러대가 독일군에 의해 파괴, 노획되었고 사르 2C Bis 전차는 진격중 독일의 폭격을 받고 파손되었다가 조종사가 독일에 노획당할 것을 우려하여 자폭시켰다.